# Littasy György
Littasy György (időnként tévesen Littassy; külföldön Georg Littasy, eredeti neve Littasi György) (Budapest, 1912. szeptember 17. – 1996.január 12. ) magyar operaénekes (basszus).

## Élete
Édesapja szabómester volt. A Nemzeti Zenedében kezdte tanulmányait. Hegedült és gordonkázott, mégis a Zeneakadémián dr. Molnár Imre énekestanítványa lett 1932 és '38 között.
Az Operaház 1939-ben szerződtette. 1939. szeptember 30-án debütált a Farsangi lakodalom Domokosaként. A felszabadulás után az igazolóbizottság a második világháború alatt tanúsított viselkedése miatt két évre eltiltotta a budapesti szerepléstől. Emiatt a Vaszy Viktor vezetése alatt álló Szegedi Nemzeti Színház operatagozatának lett tagja néhány évre. 1949-ben visszakerült a fővárosba, ismét a Magyar Állami Operaházban énekelt, Székely Mihály mellett a társulat legtöbbett foglalkoztatott basszistája volt.
1956-ban feleségével és hét gyermekével emigrált. Még decemberben, majd '57 elején négyszer énekelte Sarastrot Mozart Varázsfuvolájában a bécsi Staatsoper színpadán. Később a darmstadti Városi Színház és az amszterdami Holland Opera tagja volt. A disszidálása után 1968-ban (Sarastro) és 1994 végén, egy évvel halála előtt lépett fel Budapesten. Ezen az utolsó estjén a Fináncot énekelte Puccini Bohéméletében.
Egyike volt a negyvenes, ötvenes évek vezető hazai basszistáinak. Oratóriuménekesként is gyakran szerepelt.
Két crossover kitérője is volt: Madách Ember tragédiájának 1938-ban készült hanglemezfelvételén Gábor főangyalt játszotta, az 1955-ben készült Gábor diák c. filmben Greguss Zoltán énekhangja volt.

## Szerepei
- Eugen d’Albert: Hegyek alján – Tommaso
- Ludwig van Beethoven: Fidelio – Rocco
- Pjotr Iljics Csajkovszkij: Jevgenyij Anyegin – Gremin herceg
- Léo Delibes: Lakmé – Kuravar
- Gaetano Donizetti: Lammermoori Lucia – Raimond Bidebent
- Werner Egk: A csodahegedű – Cuperus
- Erkel Ferenc: Bánk bán – Tiborc
- Farkas Ferenc: A bűvös szekrény – A mufti
- Umberto Giordano: André Chénier – Fouquier-Tinville
- Georg Friedrich Händel: Rodelinda – Hunolf
- Hubay Jenő: A cremonai hegedűs – Taddeo Ferrari
- Kadosa Pál: Huszti kaland – Gaude
- Kenessey Jenő: Az arany meg az asszony – Wolfgang
- Kodály Zoltán: Háry János - Ferenc császár
- Kókai Rezső: István király – Táltos; Regös
- Stanisław Moniuszko: Halka – Stolnik
- Mozart: Figaro házassága - Doktor Bartolo
- Mozart: Don Juan – Leporello
- Wolfgang Amadeus Mozart: A varázsfuvola - Sarastro; Második őrtálló
- Mozart: Szöktetés a szerájból - Ozmin (Salzburgi Ünnepi Játékok 1961)
- Modeszt Petrovics Muszorgszkij: Borisz Godunov – Pimen
- Modeszt Petrovics Muszorgszkij: Hovanscsina – Doszifej; Varszonovjev
- Nicolai: A windsori víg nők – Sir John Falstaff
- Poldini Ede: Farsangi lakodalom – Domokos
- Poldini Ede: A csavargó és a királyleány – Csillagász
- Amilcare Ponchielli: La Gioconda – Zuane; Egy énekes
- Giacomo Puccini: Manon Lescaut – Egy tiszt
- Giacomo Puccini: Tosca – Cesare Angelotti
- Giacomo Puccini: Bohémélet – Colline
- Giacomo Puccini: Gianni Schicchi – Simone
- Giacomo Puccini: A Nyugat lánya – Ashby
- Giacomo Puccini: Turandot – Timur
- Ránki György: Pomádé király új ruhája – Pomádé király
- Gioachino Rossini: A sevillai borbély – Basilio
- Gioachino Rossini: Tell Vilmos – Melchtal
- Johann Strauss d. S.: A denevér – Cariconi márki
- Richard Strauss: Salome – II. katona
- Richard Strauss: Elektra – Egy öreg szolgáló
- Unger Ernő: Petőfi – Miklós Miklós
- Giuseppe Verdi: A trubadúr – Ferrando
- Giuseppe Verdi: Rigoletto – Sparafucile
- Giuseppe Verdi: La Traviata – Grenvil; D’Obigny márki
- Giuseppe Verdi: Simon Boccanegra – Jacopo Fiesco; Pietro
- Giuseppe Verdi: A végzet hatalma – Páter Gvárdián
- Giuseppe Verdi: Álarcosbál – Samuel
- Giuseppe Verdi: Aida – Ramfisz
- Giuseppe Verdi: Don Carlos - Fülöp király; Egy szerzetes/V. Károly
- Giuseppe Verdi: Otello – Lodovico
- Richard Wagner: A bolygó hollandi – Daland
- Richard Wagner: Tannhäuser... – Hermann őrgróf; Reinmar
- Richard Wagner: A nürnbergi mesterdalnokok – Konrad Nachtigall
- Richard Wagner: A Rajna kincse – Fasolt
- Richard Wagner: Parsifal – Titurel
- Carl Maria von Weber: A bűvös vadász – Egy remete